# Daemonorops confusa
Daemonorops confusa är en enhjärtbladig växtart som beskrevs av Caetano Xavier Furtado. Daemonorops confusa ingår i släktet Daemonorops och familjen Arecaceae.
Artens utbredningsområde är Sumatera. Inga underarter finns listade i Catalogue of Life.